# Egernførde Herred
Egernførde Herred eller Egernfjord Herred (tysk Eckernförder Harde, på ældre dansk Ekernførde Herred) var et herred i det sydøstlige Sydslesvig (nu Tyskland) omkring købstaden Egernførde (også Egernfjord) i Hertugdømmet Slesvig (≈Sønderjylland). Herredet bestod af en række adelige godser i landskaberne Svans og Jernved.
Egernførde Herred blev oprettet i 1853 efter nedlæggelsen af godsdistrikterne i Svans (tidligere Risby Herred) og Jernved.
I herredet ligger følgende sogne eller dele af sogne:
- Borreby Sogn
- Dänischenhagen Sogn (med den tidligere fæstning Christianspris og det tidligere toldsted Holtenå)
- Egernførde Sogn
- Gettorp Sogn (Gettorf)
- Kosel Sogn (også Koslev Sogn)
- Krusentorp Sogn (Krusendorf)
- Risby Sogn
- Sehested Sogn (en del)
- Siseby Sogn
- Svans Sogn (også Karby Sogn)
- Vabs Sogn